# Müller & Egerer Bäckerei und Konditorei
Die Müller & Egerer Bäckerei und Konditorei GmbH ist eine 1948 gegründete familiengeführte Bäckerei mit Hauptsitz in Rastede in Niedersachsen. Mit 61 Filialen von Wilhelmshaven über Oldenburg bis Bremen zählt das Unternehmen zu den großen Bäckereiunternehmen im Nordwesten Deutschlands.

## Geschichte

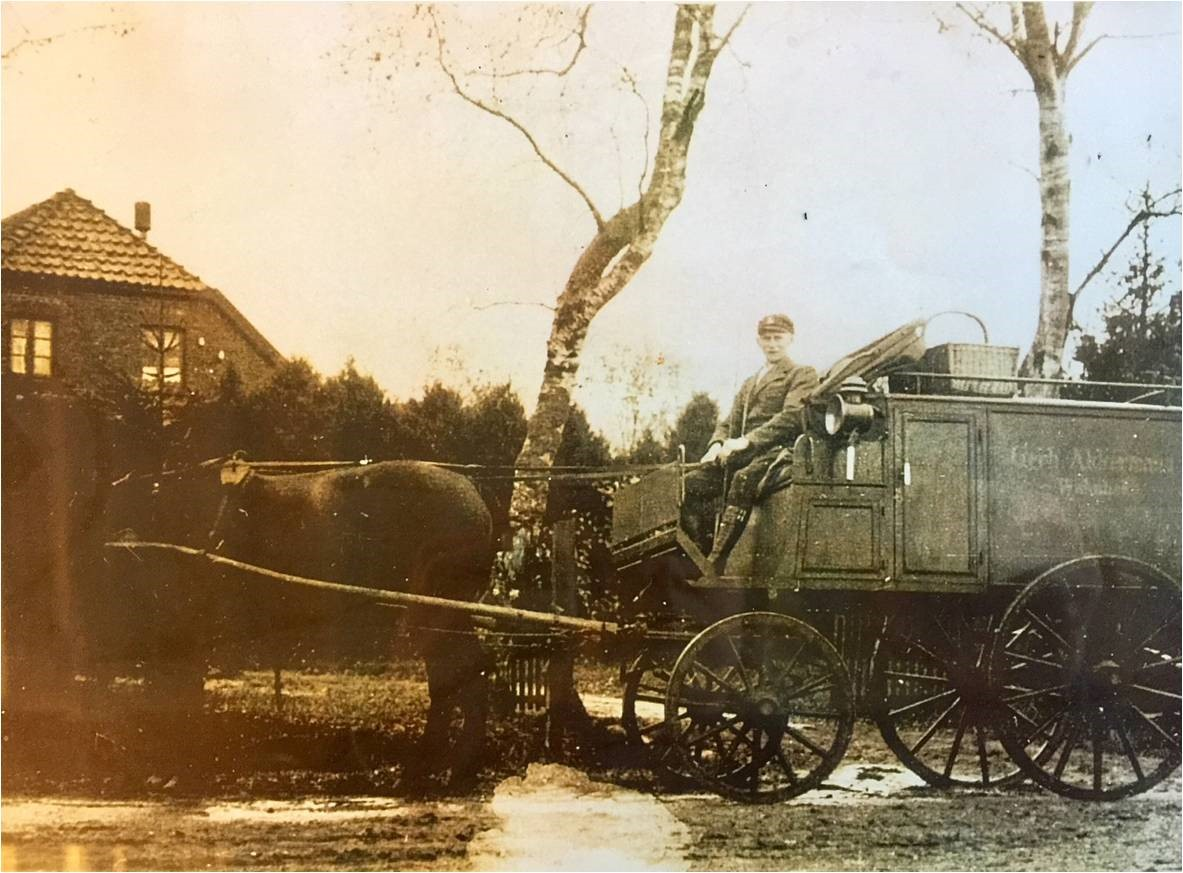
Bäckerei Ackermann: Backwarenauslieferung per Kutsche (Anfang des 20. Jahrhunderts)

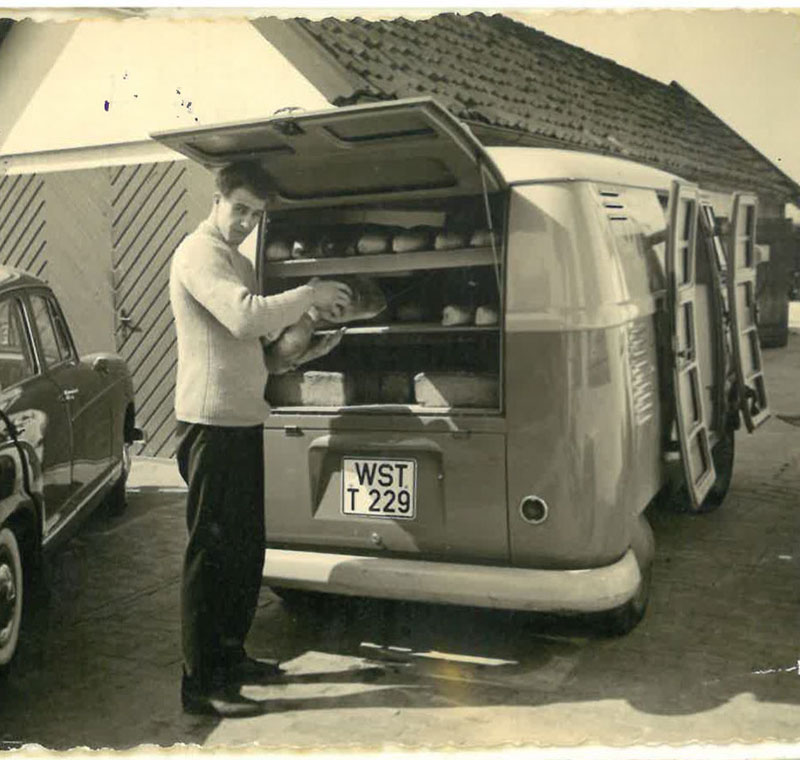
Bäckerei Müller & Egerer: Ein Mitarbeiter vor dem Bäckereiwagen (Mitte des 20. Jahrhunderts)

1948 gründeten Johann Müller und seine aus der Bäckerfamilie Akkermann stammende Frau Hanna die Handwerksbäckerei Müller in Gristede nahe Bad Zwischenahn. Die Backwaren wurden auch mittels Kutschfahrten mit Bäckerwagen durch die Ortschaften vertrieben. Aufgrund der wachsenden Nachfrage erfolgten Umbauten zur Vergrößerung und Modernisierung der Bäckerei in den Jahren 1954, 1956/57 und 1962. 
Im Jahr 1979 übernahm Müllers Schwiegersohn Wilfried Egerer mit Ehefrau Edda (geb. Müller) den Bäckereibetrieb. Mit der Übernahme erfolgte auch die Umbenennung in den heutigen Namen Bäckerei Müller & Egerer. Der Logo-Schriftzug, der noch heute verwendet wird, wurde von Edda Egerer kreiert. Der aus der Bäckerfamilie Thümler in Obenstrohe stammende studierte Betriebswirt Wilfried Egerer wurde ebenfalls im Betrieb tätig.
Der Sohn des Ehepaares Egerer, Jan-Christoph Egerer (ebenfalls studierter Betriebswirt), stellte für die Weiterführung des Familienunternehmens die Bedingung einer Vergrößerung des Unternehmens mit neuen Standorten. 1994 zog Müller & Egerer daraufhin in das derzeit neue Gewerbegebiet Leuchtenburg bei Rastede. Seit 1995 expandierte das Unternehmen durch die Gründung von Filialen in Oldenburg, Wilhelmshaven und im Ammerland. Seit 2011 ist die Bäckerei auch in Bremen vertreten. 
2019 zählte das Unternehmen 777 Mitarbeiter.

## Auszeichnungen
- Klimazertifikat CO2-neutrales Erdgas der EWE Vertriebs GmbH (2021)
- Auszeichnung "Green Baker" und Mitglied der Initiative Energieeffizienz-Netzwerke des Bundesministerium für Wirtschaft und Energie (2020)[7]
- AOK-Auszeichnung für erfolgreich etabliertes betriebliches Gesundheitsmanagement (2019)[8]
- Auszeichnung „Sehr gut“ vom Deutschen Brotinstitut (2017–2020)[9]
- Gold-Prämierung vom Deutschen Brotinstitut (2019)[10]
- Energiemanagement: Managementsystem DIN EN ISO 50001:2011 (2015–2019)
- Bio-Zertifizierung nach DE-ÖKO-009 (2018)[11]
- 1. Platz Baker Maker (2017)[12]
- 1. Platz Baker Maker (2013)[13]
- Integrationspreis (2011)[14]
- 2. Platz – PIA Preis für Innovative Ausbildung (2010)[15]
- Auszeichnung von der Initiative „berufundfamilie“ (2007)[16]